# Petrus Petri Gangius
Petrus Petri Gangius, född 15 december 1633 i Gagnef, död 25 augusti 1707 i Stora Tuna socken, var en svensk präst och riksdagsman.

## Biografi
Petrus Petri Gangius var son till kyrkoherden i Gangef Petrus Petri Björskogensis och Sara Michelsdotter, dotter till en kyrkoherde i Svärdsjö socken, som hade konserverats från den förre prästen. Petrus Gangius studerade först inom Västerås stift innan han inskrevs vid Uppsala universitet 1649. Han studerade där i tolv år innan han disputerade en gång, for vidare till universitet på kontinenten och stannade länge vid Jena universitet, där han disputerade två gånger och hade sällskap av Erik Benzelius den äldre.
När Gangius återkom till Sverige 1664 gifte han sig snart med adelsdamen Christina Teet, vars mor var dotterdotter till Stormor i Dalom och far var burggreve i Falun.[källa behövs] Direkt i anslutning till detta äktenskap blev han lektor i retorik och poesi vid Västerås gymnasium. Han prästvigdes 1667, disputerade för magistergraden i Uppsala året därpå och promoverades samma år.
Han blev 1669 prost i Sala socken, och tillträdde 1676 posten som kontraktsprost i Stora Tuna socken utnämnd av kungen. Han skötte sitt ämbete till andras belåtenhet, men undanbad sig vidare befordringar.
Gangius var fullmäktig vid riksdagarna 1678, 1680, 1682, 1686 och 1693. Han ingick i 1686 års kommission för den nya kyrkoordningen.
Av hans barn blev dottern Helena mor till ärkebiskop Samuel Troilius, sonen Henrik adlades med namnet Rosenstedt, dottern Elisabeth gifte sig Tersmeden och dottern Sara gifte sig med Johan Salenius.